# Rouleaux des enfers

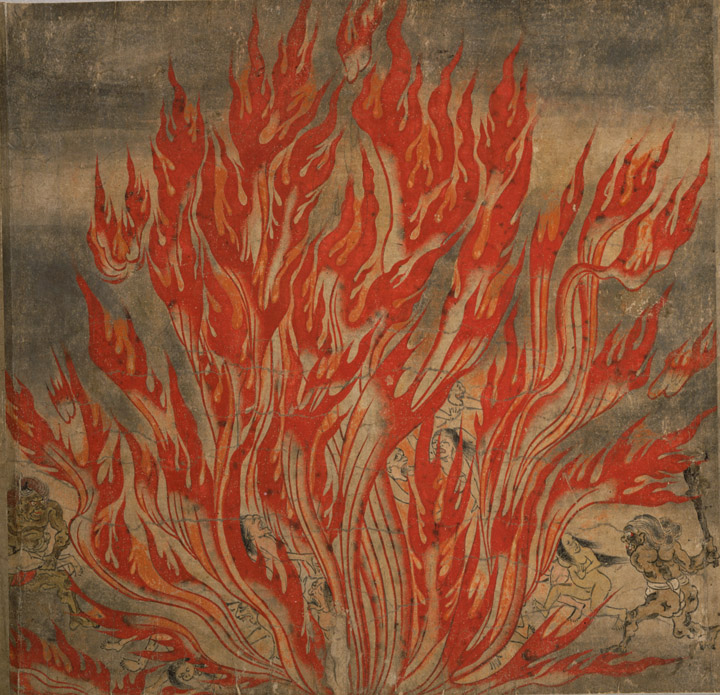
Détail du rouleau de Tōkyō

Les Rouleaux des enfers (地獄草紙, Jigoku-zōshi) sont deux emaki (rouleaux peints) japonais datant de la fin du XIIe siècle et décrivant les enfers de la pensée bouddhiste. Ils ont tous deux été reconnus trésor national japonais.

## Présentation
De nos jours, les dates de création et les auteurs de ces emaki ne sont pas connus, même s’ils sont communément datés de la fin du XIIe siècle, durant l’époque Heian,. Ils auraient à l’origine appartenu à l’empereur Go-Shirakawa et été entreposés dans le temple Sanjūsangen-dō (alors appelé Renge-ō-in),, où seuls quelques privilégiés avaient le droit de les consulter (clergé, courtisans, etc.).
Les rouleaux représentent les huit enfers brûlants et les seize enfers annexes du bouddhisme tels que décrits par le moine tendai Genshin,, et plus précisément par le sūtra intitulé Kisekyō ; chaque enfer est illustré par une peinture et un texte rappelant les péchés sanctionnés. Le but était avant tout pédagogique, en manifestant la volonté d’effrayer le peuple par des promesses d’horreur s’il ne suivait pas les enseignements religieux. De ce fait, les illustrations montrent un certain paradigme de l’enfer : tortures des pécheurs, créatures abominables, sang et flammes. Les Rouleaux des enfers font partie de l’ensemble connu sous le nom de Peintures des six voies (rokudo-e), tout comme le Rouleau des maladies ou les Rouleaux des êtres affamés.
Ces deux rouleaux ont été reconnus trésor national japonais,.

## Les rouleaux

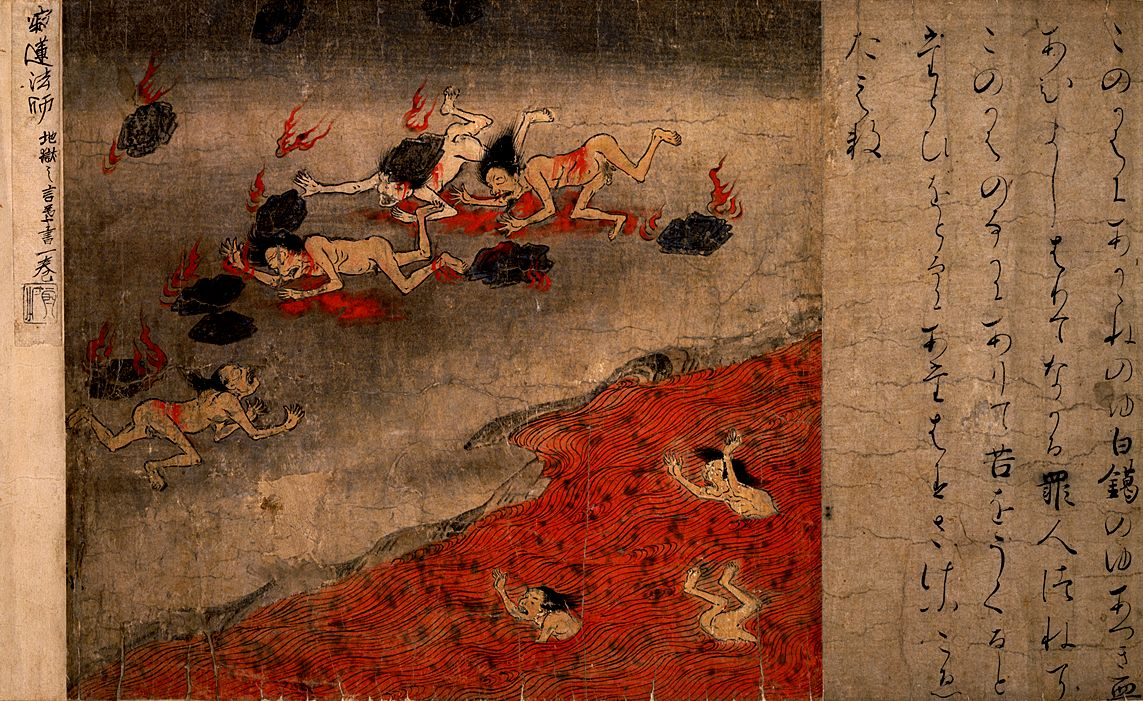
Détail du rouleau de Tōkyō

Les deux emaki sont entreposés respectivement au musée national de Tōkyō et au musée national de Nara (avec les Peintures pour chasser les démons) ; en outre, il existait auparavant un troisième emaki ayant appartenu à la famille Masuda.

### Rouleau de Tōkyō
L'emaki du musée de Tōkyō mesure 26,1 cm de large pour une longueur de 240 cm. De nos jours, il n’en reste plus qu’un rouleau ; une théorie laisse entendre que les calligraphies de ce rouleau et celles des Peintures pour chasser les démons seraient l’œuvre d’un même auteur. Sa composition artistique repose sur l’usage presque exclusif des couleurs rouge et noire.

### Rouleau de Nara
L'emaki du musée de Nara mesure 26,5 cm de large pour une longueur de 454,7 cm. Après avoir appartenu à l’empereur Go-Shirakawa, il a successivement été détenu par le temple Daishō-in et la famille Hara. La composition est plus poussée que pour le rouleau de Tōkyō, notamment à travers le trait des dessins et le choix des couleurs.

Rouleau des Enfers

### Ancien rouleau de la famille Masuda
On peut noter qu'un troisième emaki intitulé Rouleau des enfers de la famille Masuda (Masuda-ke-bon jigoku-zōshi) existait auparavant ; il a cependant été découpé à la fin de la Seconde Guerre mondiale en plusieurs kakemono et dispersés dans divers musées. Ces principales sous-parties sont les Peintures pour chasser les démons (Hekija-e) et le Rouleau des Enfers des moines errants (Shamon jigoku-zōshi).

## Annexe

#### Rouleaux enluminés
- Liste d'emaki
- Rouleaux illustrés du Dit du Genji (le plus ancien: du XIIe siècle)
- Rouleau des maladies (XIIe siècle)
- Rouleau des êtres affamés (XIIe siècle)
- Rouleaux des légendes du mont Shigi (XIIe siècle)
- Ban dainagon ekotoba (Rouleaux enluminés du grand courtisan Tomo no Yoshio, ou Histoire de Ban dainagon) (XIIe siècle)
- Roman enluminé du roman de Nezame (fin XIIe siècle)
- Chōjū-giga (Rouleaux enluminés des hommes et des animaux en folie) (XIIe – XIIIe siècle
- Rouleaux enluminés du journal intime de Murasaki Shikibu (XIIIe siècle)
- Rouleaux illustrés du Dit de Heiji (XIIIe siècle)
- Rouleaux enluminés de la procession nocturne des cent démons (entre le XVIe et le  XIXe siècle)

#### Autres articles connexes
- Emaki
- Yamato-e
- Peinture japonaise
- Art japonais
- Diyu